# 四至本侑城
四至本 侑城（ししもと ゆき、1988年12月24日 - ）は、日本の元ラグビー選手。

## プロフィール
- 大阪府出身。
- ポジションはロック(LO)、ナンバーエイト(No8)。
- 身長 184cm、体重 106kg
- ニックネームはしし。

## 略歴
地元の岬ラグビースクールが盛んだったのでラグビーを始めた。
2007年、大阪桐蔭高校卒業後、同志社大学に入る。なお大阪桐蔭高校時代には、2006年度高校日本代表(2006年)に選ばれた。2010年、同志社大学ラグビー部の副将に就任した。
2011年、同志社大学卒業後、クボタスピアーズに加入。同年9月18日に行われたトップイーストリーグ第2節の釜石シーウェイブス戦に先発出場で公式戦初出場を果たした。2012年には7人制ラグビーの学生日本代表として「第5回 7人制ラグビー学生世界選手権(開催地：フランス・ブリーヴ)」に参加。四至本は全試合に出場するも、決勝トーナメントでフランス代表に敗れて敗者戦に回り、ルーマニア代表、ポルトガル代表を破って5位に終わった。
2012年には男子7人制日本代表として、HSBCアジアセブンスシリーズ第1戦「ボルネオセブンス」、第3戦「ムンバイセブンス」に参加した。ボルネオセブンスでは決勝を除く4試合すべてに出場し、チームは優勝。予選第1戦のスリランカ代表戦では1トライを決めている。9月22日-23日に行われた第2戦「上海セブンス」では直前合宿のメンバーに選ばれていたものの、中国の国内情勢の悪化(詳しくは2012年の中国における反日活動)から、チームは出場を辞退した。第3戦「ムンバイセブンズ」ではキャプテンを坂井克行から受け継いでチームを準優勝に導き、HSBCアジアセブンズシリーズ総合成績でも準優勝を果たした。個人としては決勝トーナメントを含む6試合すべてに出場し、予選で1トライを獲得している。11月にはワールドカップ・セブンズ2013のアジア地区予選を兼ねた「シンガポールセブンズ」に代表として参加し、全5試合中決勝を含めた3試合に出場し、チームの優勝に貢献した。
2013年、ワールドカップ・セブンズ2013のコアチーム昇格決定大会の予選を兼ねた「香港セブンズ」に参加し3試合に出場したが、準々決勝でグルジア代表に0-17で敗れ、コアチーム昇格決定大会への出場を逃した。セブンズワールドシリーズ「東京セブンズ2013」では3試合に出場するも、チームは全体14位に終わった。
2020年、所属するクボタスピアーズを退団し、現役を引退した。

## 代表歴
- 2006年 高校日本代表 (オーストラリア遠征)[3]
- 2006年 U19日本代表 (スコッド遠征)[17]
- 2007年 U19日本代表 (スコッド遠征)[18]
- 2012年 学生日本代表 (7人制ラグビー学生世界選手権 5位)[7]
- 2012年 男子7人制日本代表 (ボルネオセブンス　優勝)[8]
- 2012年 男子7人制日本代表 (ムンバイセブンス　準優勝)[11]
- 2012年 男子7人制日本代表 (「ワールドカップ・セブンズ2013アジア地区予選」兼「シンガポールセブンズ」優勝)[12]
- 2013年 男子7人制日本代表 (「ワールドカップ・セブンズ2013コア・チーム昇格決定大会予選」「香港セブンズ」準々決勝敗退)[13]
- 2013年 男子7人制日本代表 (HSBCセブンズワールドシリーズ「東京セブンズ」シールド14位)[15]